# Dialectes hongrois
Les dialectes hongrois sont nombreux mais la langue hongroise est tout de même unitaire, c’est-à-dire que l’intelligibilité mutuelle est en général possible entre locuteurs des différents dialectes, même s’ils n’ont pas le niveau d’instruction nécessaire pour connaître la variété standard de la langue. Cela est dû au fait qu’ils sont concentrés sur un territoire relativement restreint du bassin des Carpates (300 000 km2 environ). Les dialectes csángós constituent toutefois une exception, surtout une partie de ceux-ci, plus archaïques, que les autres locuteurs de hongrois comprennent difficilement.
Les dialectes voisins qui présentent une série de traits semblables forment des groupes de dialectes et plusieurs de ces groupes – des régions dialectales. On considère généralement qu’elles sont au nombre de dix. Beaucoup de caractéristiques sont communes à plusieurs groupes de dialectes, surtout s’ils sont voisins. De plus, l’existence de ce continuum linguistique ne permet pas de délimiter nettement les groupes de dialectes voisins. Les différences entre régions dialectales sont surtout phonétiques, mais il y en a aussi des lexicales, les différences grammaticales étant les moins nombreuses.
Entre les dialectes de Hongrie, d’une part et ceux des pays voisins, d’autre part, les différences sont plus grandes que celles qui distinguent les dialectes de Hongrie entre eux. De même, les dialectes des pays voisins diffèrent davantage de la variété standard que les dialectes de Hongrie.
À partir de la seconde moitié du XIXe siècle, l’utilisation des dialectes se restreint de plus en plus, à la suite de leur convergence sous l’influence de la variété standard, mais la parole des provinciaux, de ceux des campagnes surtout, présente encore des traits dialectaux, notamment en dehors de la Hongrie et particulièrement en Moldavie.

## Historique de l’étude des dialectes hongrois
L’attention des lettrés se dirigea vers les dialectes dès la période de l’histoire du hongrois appelée période du hongrois moderne. Dans la première moitié du XIXe siècle, dans le sillage du mouvement appelé du « renouveau de la langue », qui avait pour but, entre autres, d’éliminer les emprunts du latin et de l’allemand, l’une des sources de mots nouveaux pour la langue littéraire en cours de standardisation fut le lexique des dialectes. C’est à cette époque que remonte la parution du premier dictionnaire dialectal hongrois (Magyar Tájszótár), publié par les soins de l’Académie hongroise des sciences.
Le premier ouvrage scientifique d’envergure sur les dialectes hongrois, qui prend en compte de façon détaillée les aspects diachroniques de la langue, est celui d’Antal Horger, A magyar nyelvjárások (Les dialectes hongrois), Budapest, Kókay, 1934.
L’ouvrage de référence de la dialectologie hongroise fut réalisé par l’intégration à l’étude des principes de la géographie linguistique, sous la forme de l’atlas des dialectes hongrois (A magyar nyelvjárások atlasza), rédigé par László Deme et Samu Imre, paru en six volumes, entre 1968 et 1977. Cependant, la partie concernant les dialectes de Roumanie y était déficitaire. Cette lacune fut comblée par la publication de l’atlas des dialectes hongrois de Roumanie (A romániai magyar nyelvjárások atlasza), constitué avec les données recueillies par László Murádin et rédigé par Dezső Juhász, paru en neuf volumes entre 1995 et 2004, sous l’égide de la Société linguistique hongroise.

## Régions dialectales

### Région de Transdanubie occidentale
Dans la région de Transdanubie située à la frontière occidentale du pays il y a cinq groupes de dialectes : celui du nord-ouest, celui de Vas, celui de Zala, celui de Őrség et celui d’une petite contrée voisine, Hetés. Le sud-est de cette région inclut une partie limitrophe de la Slovénie, et sa partie occidentale – le Burgenland d’Autriche, territoires où il y a des minorités hongroises,.
Caractéristiques phonétiques :
| Phénomène                                                                      | Région de Transdanubie occidentale | Hongrois standard | Traduction          |
| ------------------------------------------------------------------------------ | ---------------------------------- | ----------------- | ------------------- |
| parfois [e] au lieu de [ε]                                                     | en position accentuée: lëhet       | lehet             | peut être           |
| parfois [e] au lieu de [ε]                                                     | en position non accentuée: embër   | ember             | homme (être humain) |
| prononciation en diphtongue ascendante des voyelles longues [oː], [øː] et [eː] | szu͜ó                               | szó               | mot                 |
| prononciation en diphtongue ascendante des voyelles longues [oː], [øː] et [eː] | lü͜ő                                | lő                | tirer (au fusil)    |
| prononciation en diphtongue ascendante des voyelles longues [oː], [øː] et [eː] | ki͜éz                               | kéz               | main                |
| raccourcissement de [uː], [yː] et [iː]                                         | kut                                | kút               | puits               |
| raccourcissement de [uː], [yː] et [iː]                                         | tüz                                | tűz               | feu                 |
| raccourcissement de [uː], [yː] et [iː]                                         | viz                                | víz               | eau                 |
| [ø] au lieu de [ε] après consonne labiale                                      | föst                               | fest              | il/elle peint       |
| [ø] au lieu de [ε] après consonne labiale                                      | bötü                               | betű              | lettre              |
| [o] au lieu de [ɒ] en syllabe suivant une syllabe avec [aː]                    | lábom                              | lábam             | ma jambe            |
| [l] au lieu de [j] transcrit ly                                                | folik                              | folyik            | il/elle coule       |
| consonne palatalisée au lieu de [j] après consonne                             | bornyu                             | borju             | veau                |
| consonne palatalisée au lieu de [j] après consonne                             | kalaptya                           | kalapja           | son chapeau         |

Dans le domaine de la morphologie, il est à remarquer dans cette région les suffixes de compléments de lieu -bu/-bü, -ru/-rü et -tu/-tü au lieu des suffixes standard -ból/-ből « de (l’intérieur de) », -ról/-ről « de (la surface de) » et -tól/-től « de (la proximité de) » respectivement. Exemples : a házbu jön « il/elle vient de la maison », leesett a tetőrü « il/elle est tombé(e) du toit », elmegy az ablaktu « il/elle s’en va de la fenêtre ». De même, le suffixe de l’infinitif est ici -nyi au lieu de -ni: sietnyi vs sietni « se dépêcher ».

### Région de Transdanubie centrale-Kisalföld
La Transdanubie centrale et le Kisalföld comprennent le groupe de dialectes des environs du lac Balaton, celui de la Transdanubie du nord, celui du Danube du nord et celui de Csallóköz (en Slovaquie) et Szigetköz. Ce sont des dialectes plus proches de la langue standard que ceux de la Transdanubie occidentale,.
Caractéristiques phonétiques :
| Phénomène                                                   | Région de Transdanubie centrale-Kisalföld | Hongrois standard | Traduction |
| ----------------------------------------------------------- | ----------------------------------------- | ----------------- | ---------- |
| parfois [e] au lieu de [ε]                                  | gyerëk                                    | gyerek            | enfant     |
| raccourcissement de [uː], [yː] et [iː]                      | husz                                      | húsz              | vingt      |
| raccourcissement de [uː], [yː] et [iː]                      | füz                                       | fűz               | saule      |
| raccourcissement de [uː], [yː] et [iː]                      | tiz                                       | tíz               | dix        |
| [iː] au lieu de [eː]                                        | szíp                                      | szép              | beau       |
| [o] au lieu de [ɒ] en syllabe suivant une syllabe avec [aː] | lábom                                     | lábam             | ma jambe   |
| [j] au lieu de [l] dans une grande partie de la région      | jány                                      | lány              | fille      |

Dans cette région aussi, le suffixe de l’infinitif devient -nyi (írnyi vs írni « écrire ») et les suffixes de compléments de lieu perdent leur l, leur voyelle se fermant mais restant longue : a házbú vs a házból « de la maison », a tetőrű vs a tetőről « du toit », az annyátú vs az anyjától « de chez sa mère » ou « de la part de sa mère ». Le suffixe -val/-vel du complément instrumental et sociatif perd lui aussi son l et sa voyelle s’allonge : hajóvā vs hajóval « en bateau », a tehénnē vs a tehénnel « avec la vache ».

### Région de Transdanubie méridionale
Dans cette région il y a deux groupes de dialectes dans le comitat de Somogy (central et du sud) et deux dans le comitat de Baranya (du nord et du sud). Dans le dernier sont inclus les dialectes hongrois de Slavonie (Croatie) aussi,.
Caractéristiques phonétiques :
| Phénomène                               | Région de Transdanubie méridionale | Hongrois standard | Traduction         |
| --------------------------------------- | ---------------------------------- | ----------------- | ------------------ |
| [ø] au lieu de [ɛ] dans de nombreux cas | kendör                             | kender            | chanvre            |
| [ø] au lieu de [ɛ] dans de nombreux cas | löhet                              | lehet             | peut être          |
| parfois [e] au lieu de [ɛ]              | dëszka                             | deszka            | planche            |
| [eː] au lieu de [iː] accentué           | késér                              | kísér             | il/elle accompagne |
| [l] au lieu de [j] transcrit ly         | folik                              | folyik            | il/elle coule      |
| [l] au lieu de [j] transcrit ly         | góla                               | gólya             | cigogne            |

Dans cette région aussi, le suffixe de l’infinitif est -nyi mais il y a d’autres particularités dans la morphologie du verbe en Baranya et en Slavonie :
- La forme de la 1re personne du pluriel de l’indicatif présent, conjugaison objective, est identique à celle de la forme à la conjugaison subjective : kinyitunk a kaput vs kinyitjuk a kaput « nous ouvrons le portail ».
- À la 3e personne du singulier de l’indicatif présent, le suffixe personnel à la conjugaison objective est spécifique : láti vs látja il/elle le/la/les voit ».
- Le suffixe personnel possessif de la 3e personne du pluriel est également spécifique : lovik vs lovuk « leur cheval », kertyik vs kertjük « leur jardin ».

### Région de la Grande Plaine méridionale
La Grande Plaine méridionale comprend le groupe de dialectes des environs de la ville de Baja, celui des environs de Szeged et celui de Kiskunság. Les dialectes hongrois de Voïvodine (Serbie) et des județe roumains d’Arad et de Timiș font également partie de cette région,.
Particularités de prononciation :
| Phénomène                                       | Région de la Grande Plaine méridionale | Hongrois standard | Traduction                   |
| ----------------------------------------------- | -------------------------------------- | ----------------- | ---------------------------- |
| [ø] au lieu de [ɛ] (caractéristique principale) | embör                                  | ember             | homme (être humain)          |
| [ø] au lieu de [ɛ] (caractéristique principale) | mögvötte                               | megvette          | il/elle l’/les a achté(e)(s) |
| [ø] au lieu de [ɛ] (caractéristique principale) | köröszt                                | kereszt           | croix                        |
| [ɒː] au lieu de [ɒl]                            | āsó                                    | alsó              | d’en bas                     |
| [ɛː] au lieu de [ɛl]                            | ēső                                    | első              | premier                      |
| fermeture de [oː]                               | rúzsa                                  | rózsa             | rose                         |
| fermeture de [øː]                               | lű                                     | lő                | il/elle tire (au fusil)      |

Dans cette région, les suffixes -hoz/-hez/-höz « à » et -szor/-szer/-ször « … fois » perdent leur consonne finale, et leur voyelle s’allonge : a házhó vs a házhoz « à/vers la maison », ötsző vs ötször « cinq fois ». Comme dans la région de Transdanubie centrale, les suffixes standard -ból/-ből, -ról/-ről, -tól/-től deviennent -bú/-bű, -rú/-rű et -tú/-tű respectivement.

### Régionpalóc
Cette région située au nord de la Hongrie et au sud de la Slovaquie est celle du groupe ethnique des Palócs. Elle est la plus diverse du point de vue dialectal, comprenant huit groupes de dialectes : occidental, du nord-ouest, de la vallée de l’Ipeľ, méridional, des environs de la ville d’Eger, central, oriental et de la vallée de la rivière Hornád,.
Caractéristiques phonétiques :
| Phénomène                                           | Région palóc | Hongrois standard | Traduction          |
| --------------------------------------------------- | ------------ | ----------------- | ------------------- |
| [a] (bref) au lieu de [ɒ]                           | ȧlmȧ         | alma              | pomme               |
| [ɒː] (long) au lieu de [aː]                         | ȧnyām        | anyám             | ma mère             |
| conservation de la consonne [ʎ]                     | [foʎoː]      | folyó [fojoː]     | rivière             |
| conservation de la consonne [ʎ]                     | [goʎoː]      | golyó [gojoː]     | bille, balle        |
| conservation de la consonne [ʎ]                     | [ʎuk]        | lyuk [juk]        | trou                |
| parfois [e] au lieu de [ɛ]                          | gyënge       | gyenge            | faible              |
| [i] au lieu de [y]                                  | kilső        | külső             | extérieur           |
| [i] au lieu de [y]                                  | pispëk       | püspök            | évêque              |
| [e] au lieu de [ø]                                  | sër          | sör               | bière               |
| diphtongue [oːw] au lieu de [ol]                    | vó͜utam       | voltam            | j’ai été            |
| diphtongue [øːw] au lieu de [øː]                    | első͜ü        | első              | premier             |
| en général, palatalisation des consonnes devant [i] | gyinnye      | dinnye            | pastèque            |
| en général, palatalisation des consonnes devant [i] | szeretyi     | szereti           | il/elle l’/les aime |

Quelques particularités morphologiques du nom :
- Le [ɛ] est constant dans les noms dont la racine présente en hongrois standard l’alternance [ɛ] ~ [eː] : tehen ~ tehenek vs tehén ~ tehenek « vache ~ vaches ».
- Le suffixe du complément instrumental-sociatif, -val/-vel, garde une forme archaïque, sans assimilation avec la consonne qui le précède : szekervel vs szekérrel « avec la carriole ».
- Il existe des suffixes spécifiques de compléments de lieu, utilisées seulement avec des noms qui expriment des familles : Sāndornó / Sāndoréknó vs Sándoréktól « de chez la famille de Sándor ».

Les verbes ayant la racine terminée en t ont la forme de l’indicatif passé plus brève que celle du hongrois standard : süttem vs sütöttem « j’ai fait cuire (au four) ».
Dans le domaine de la syntaxe, on remarque quelques cas de désaccord:
- verbe au singulier avec sujet au pluriel : elmúlt az ünnepek vs elmúltak az ünnepek « les fêtes ont passé » ;
- adjectif démonstratif au singulier avec nom au pluriel : el kellene fűrészelni azt a gallyfákat vs … azokat a gallyfákat « il faudrait scier ces branches ».

### Région de Tisza-Körös
Les groupes de dialectes de la région de Tisza-Körös sont celui de Hajdú-Bihar, celui de la partie centrale de la région à l’est de la Tisza et celui de l’ouest du Pays de Călata (Roumanie),.
Traits phonétiques :
| Phénomène                                                                        | Région de Tisza-Körös | Hongrois standard | Traduction                 |
| -------------------------------------------------------------------------------- | --------------------- | ----------------- | -------------------------- |
| parfois [e] au lieu de [ɛ]                                                       | gyerëk                | gyerek            | enfant                     |
| diphtongues descendantes au lieu de [oː], [øː] et [eː]                           | hó͜u                   | hó                | neige                      |
| diphtongues descendantes au lieu de [oː], [øː] et [eː]                           | sző͜üke                | szőke             | blond                      |
| diphtongues descendantes au lieu de [oː], [øː] et [eː]                           | ké͜is                  | kés               | couteau                    |
| [iː] au lieu de [eː]                                                             | níz                   | néz               | il/elle regarde            |
| [iː] au lieu de [eː]                                                             | píz                   | pénz              | argent (moyen de paiement) |
| [iː] au lieu de [eː]                                                             | fílsz                 | félsz             | tu as peur                 |
| allongement des voyelles devant les consonnes [l], [r] et [j] fermant la syllabe | bórnyu                | borjú             | veau                       |
| allongement des voyelles devant les consonnes [l], [r] et [j] fermant la syllabe | ökőr                  | ökör              | bœuf                       |
| allongement de [u] et [y]                                                        | kútat                 | kutat             | puits (accusatif)          |
| allongement de [u] et [y]                                                        | fűves                 | füves             | herbeux                    |

Certaines particularités sont à remanquer dans le domaine du verbe :
- À la 3e personne du singulier de l’indicatif présent, on utilise une forme avec le suffixe personnel -n dans le cas de certains verbes dont la forme standard est sans suffixe personnel. Ainsi, megy « il/elle va », lesz « il/elle sera », tesz « il/elle met » et vesz « il/elle prend » deviennent mëgyën, lëszën, tëszën et vëszën respectivement.
- Pour les verbes dont la racine se termine en v, le standard prévoit que celui-ci soit présent à la 3e personne du singulier de l’indicatif présent, mais dans ces dialectes il tombe : hí vs hív « il/elle appelle ».
- À l’indicatif présent, conjugaison objective, il y a des formes à part comme tarcsa vs tartja « il/elle le/la/les tient », lássa vs látja « il/elle le/la/les voit ».

### Région du nord-est
Géographiquement, c’est la zone du cours supérieur de la Tisza, y compris l’oblast de Transcarpatie en Ukraine et le nord-ouest de la Roumanie. On y trouve le groupe de dialectes de Szabolcs-Szatmár-Bereg, celui d’entre les villes Moukatchevo et Khoust et celui des environs de la ville d’Oujhorod, avec les dialectes du territoire slovaque limitrophe,.
Caractéristiques phonétiques :
| Phénomène                                                                             | Région du nord-est | Hongrois standard | Traduction              |
| ------------------------------------------------------------------------------------- | ------------------ | ----------------- | ----------------------- |
| réalisation en diphtongues descendantes de [oː], [øː] et [eː]                         | jó͜u                | jó                | bon                     |
| réalisation en diphtongues descendantes de [oː], [øː] et [eː]                         | lő͜ü                | lő                | il/elle tire (au fusil) |
| réalisation en diphtongues descendantes de [oː], [øː] et [eː]                         | ké͜iz               | kéz               | main                    |
| réalisation en diphtongue ascendante du [eː] qui dans d’autres dialectes devient [iː] | vi͜ér               | vér               | sang                    |
| raccourcissement fréquent de [uː], [yː] et [iː]                                       | buza               | búza              | blé                     |
| raccourcissement fréquent de [uː], [yː] et [iː]                                       | szür               | szűr              | il/elle filtre          |
| raccourcissement fréquent de [uː], [yː] et [iː]                                       | viz                | víz               | eau                     |
| allongement des voyelles devant [l], [r] et [j]                                       | kólbász            | kolbász           | saucisse                |
| allongement des voyelles devant [l], [r] et [j]                                       | kőrte              | körte             | poire                   |
| allongement des voyelles devant [l], [r] et [j]                                       | hājlik             | hajlik            | il/elle se plie         |

Comme dans la région Tisza-Körös, il existe là aussi la forme à suffixe personnel des verbes megy « il/elle va », lesz « il/elle sera », tesz « il/elle met » et vesz « il/elle prend »: megyen, leszen, teszen et veszen, respectivement.
Dans certaines zones, à la 3e personne du singulier de l’impératif, utilisée dans la relation de vouvoiement, le suffixe personnel est -ík au lieu de -en: ne mennyík el! vs ne menjen el! « ne partez pas ! », vegyík! vs vegyen! « prenez ! ».
Une autre particularité de cette région est l’utilisation du mot elfele (traduction littérale « vers ailleurs ») pour exprimer le caractère progressif de l’action : az öregek beszélték ezt elfele « c’est les vieux qui disaient ça ».

### Région de Mezőség
Dans la région de Mezőség, en Transylvanie (en roumain Câmpia Transilvaniei « Plaine de Transylvanie », un plateau au centre de cette province) il y a quatre groupes de dialectes hongrois : celui du centre, celui de la vallée de l’Arieș, celui de la vallée du Mureș et celui de la vallée de la Târnava,.
Caractéristiques phonétiques :
| Phénomène                                                            | Région de Mezőség                 | Hongrois standard | Traduction    |
| -------------------------------------------------------------------- | --------------------------------- | ----------------- | ------------- |
| raccourcissement fréquent des voyelles longues                       | házbol                            | házból            | de la maison  |
| raccourcissement fréquent des voyelles longues                       | kesztyü                           | kesztyű           | gant          |
| ouverture de [o] vers [ɒ]                                            | en position accentuée : bagár     | bogár             | insecte       |
| ouverture de [o] vers [ɒ]                                            | en position non accentuée : malam | malom             | moulin        |
| [ε] au lieu de [ø] non accentué dans des îlôts dialectaux archaïques | ördeg                             | ördög             | diable        |
| réalisation [β] de /v/ initial de mot                                | [βoːt]                            | volt              | il/elle a été |
| [t͡ʃ] au lieu de [c] dans des îlôts archaïques                        | kucsa                             | kutya             | chien         |
| [d͡ʒ] au lieu de [ɟ] dans des îlôts archaïques                        | dzserek                           | gyerek            | enfant        |

Là aussi, comme dans la région palóc, il y a des suffixes de compléments de lieu pour les noms exprimant des familles : Sándorni vs Sándorékhoz « (vers) chez la famille de Sándor », Sándornott vs Sándoréknál « chez la famille de Sándor », Sándornól vs Sándoréktól « de chez la famille de Sándor ». De même, comme dans la région de Tisza-Körös, on y trouve les formes verbales megyen, leszen, teszen et veszen.

### Région sicule
La région sicule comprend géographiquement les județe de Mureș, de Harghita et de Covasna, avec cinq groupes de dialectes : celui de Udvarhelyszék, celui de Háromszék, celui de Csíkszék, celui de Gyergyószék et celui de Marosszék ,.
Les particularités de prononciation de la région sicule par rapport au phonétisme standard se retrouvent dans d’autres régions dialectales. La voyelle [e] brève y est présente comme dans plusieurs autres régions, ainsi que l’allongement des voyelles devant [l], [r] et [j]. La prononciation [ø] au lieu de [ɛ] de Udvarhelyszék est semblable à celle de Baranya (en Transdanubie méridionale). Les dialectes sicules occidentaux sont proches de ceux de Mezőség, par exemple quant au traitement de la voyelle [o] (remplacée par [ɒ]). Dans les dialectes sicules orientaux on réalise [oː], [øː] et [eː] en diphtongues ascendantes, comme dans les dialectes transdanubiens occidentaux. En tant que traits phonétiques propres aux dialectes sicules, on peut mentionner :
| Phénomène                  | Région sicule | Hongrois standard | Traduction |
| -------------------------- | ------------- | ----------------- | ---------- |
| parfois [o] au lieu de [ɒ] | hovas         | havas             | enneigé(e) |
| ouverture de [ɛ] vers [æ]  | ästä          | este              | soir       |

Certains traits morphologiques des dialectes sicules sont également communs avec d’autres dialectes, par exemple la forme brève du passé de l’indicatif des verbes ayant la racine en t [süttem vs sütöttem « j’ai fait cuire (au four) »], les suffixes de compléments de lieu pour les noms exprimant des familles ou l’absence de l’alternance [ɛ] ~ [eː]. Par contre, d’autres phénomènes sont spécifiques pour les dialectes sicules :
- Y sont conservées à l’indicatif les formes temporelles ayant la valeur du passé simple (mene « il/elle alla », kére « il/elle demanda ») et du plus-que-parfait [ment vala « il/elle était allé(e), kért vala « il/elle avait demandé »], alors qu’en hongrois standard il n’y a plus qu’une seule forme d’indicatif passé. Il y a aussi une forme de passé qui exprime la durée longue de l’action : az imént jár vala nálunk « il/elle est passé(e) chez nous tout à l’heure [et il/elle y est resté(e) longtemps] ».
- Au conditionnel présent, 1re personne du pluriel, on utilise d’autres suffixes personnels que dans la langue standard : tudnók vs tudnánk « nous saurions », kérnők vs kérnénk « nous demanderions ».
- Il y a une riche série de suffixes exprimant le fait que l’action est effectuée de temps en temps et/ou de manière superficielle, ou bien répétée à de brefs intervalles : pipákol vs pipázgat « il fume sa pipe », nyiszitel vs nyiszál « il/elle taillade », ugráncsol vs ugrándozik « il/elle sautille ».
- Le suffixe réfléchi -ódik/-ődik a souvent un sens passif : elhozódott a fa (littéralement « le bois s’est apporté ») vs elhozták a fát (littéralement « ils/elles ont apporté le bois »), en français correct « on a apporté le bois ».

Ce qui est le plus spécifique pour les dialectes sicules consiste en son lexique, en leurs expressions figurées, en leur caractère expressif en général, bien illustré par la poésie (notamment les ballades), les chansons et les contes folkloriques, ainsi que par les écrivains qui s’en sont inspirés.
Exemples de mots et expressions sicules :
| Dialectes sicules           | Traduction littérale          | Hongrois standard                | Traduction                           |
| --------------------------- | ----------------------------- | -------------------------------- | ------------------------------------ |
| ádámbűz                     | puanteur d’Adam               | a házhoz nem tartozó ember szaga | odeur d’homme étranger à la maison   |
| ahajt                       |                               | ott                              | là-bas                               |
| gürüzdölés / görözdölés     |                               | köszörülés                       | aiguisage                            |
| kacsiba / kacsuba / kacsuka |                               | csámpás                          | difforme                             |
| lacsik a kutya              |                               | iszik a kutya                    | le chien lappe                       |
| odaül valahol               | il/elle s’assied quelque part | sokáig tartózkodik valahol       | il/elle reste longtemps quelque part |
| olló                        |                               | gida                             | biquet                               |
| ollózik                     |                               | ellik (kecske)                   | elle met bas (chèvre)                |
| összebüszüdik               |                               | megromlik, megbüdösödik          | il/elle s’altère, s’empuantit        |

Comme les dialectes hongrois de Roumanie en général, les sicules aussi ont emprunté beaucoup de mots roumains, certains il y a longtemps, par exemple dans le domaine de l’élevage. Exemples : berbécs (< berbec) vs kos « bélier », esztena (< stână) vs juhszállás « bergerie », cáp (< țap) vs bakkecske « bouc », mióra (< mioară) vs fiatal juh « jeune brebis ».

### Région de Moldavie
En Moldavie, dans les județe de Bacău, de Neamț, de Iași et de Vrancea, il y a trois groupes de dialectes hongrois : csángó du nord, csángó du sud et sicule moldave. Les dialectes du nord sont plus archaïques que les autres, conservant des éléments de la langue du Moyen Âge. Les deux autres groupes sont proches des dialectes sicules de Háromszék et de Csíkszék.
Le phonétisme de cette région présente des ressemblances avec celui d’autres régions, par exemple le [e] bref, comme dans plusieurs autres régions, ou le passage de [o] à [ɒ], comme dans le Mezőség. On y trouve également la réalisation [β] de /v/, mais en position intervocalique aussi : nem βot vs nem volt « il/elle n’a pas été », kicsi βultál vs kicsi voltál « tu étais petit(e) ». Dans le groupe du nord, [t͡ʃ] remplace [c], [d͡ʒ] – [ɟ] et [ε] – [ø] non accentué, comme dans les îlôts dialectaux archaïques de Mezőség. Le passage de [ɒ] à [o], comme dans les dialectes sicules y est présent également. Il y a aussi des traits phonétiques spécifiques pour les dialectes de Moldavie :
| Phénomène                                                         | Région de Moldavie | Hongrois standard | Traduction                   |
| ----------------------------------------------------------------- | ------------------ | ----------------- | ---------------------------- |
| consonne proche de [s] au lieu de [ʃ] dans le nord                | lásszuk            | lássuk            | voyons-le/la/les             |
| allongement des consonnes finales                                 | rákk               | rák               | écrevisse                    |
| métathèse                                                         | feteke             | fekete            | noir(e)                      |
| hiatus au lieu de [v]                                             | hüessz             | hűvös             | frais/fraîche [non chaud(e)] |
| agglutination de l’article défini az au mot suivant et chute de a | zember             | az ember          | l’homme                      |

En morphologie, il convient de mentionner une série d’archaïsmes, surtout dans le domaine du verbe:
- u final de racine au lieu de v pour certains verbes: hiu vs hív « il/elle appelle » ;
- absence de l’alternance racine complète ~ incomplète pour certains verbes : aluszik, alugyam vs alszik ~ aludjam « il/elle dort, que je dorme » ;
- absence du suffixe -ik de la 3e personne du singulier de l’indicatif présent dans des verbes qui ont ce suffixe dans le standard : es vs esik « il/elle tombe », foly vs folyik « il/elle coule », mász vs mászik « il/elle rampe » ;
- absence de j à la 1re personne du pluriel de l’indicatif présent, conjugaison objective : váruk vs várjuk « nous l’/les attendons » ;
- différence de suffixe personnel à la 1re personne du pluriel du conditionnel présent : várnuk vs várnánk « nous attendrions », őrölnük vs őrölnénk « nous moudrions » ;
- plusieurs formes de passé à l’indicatif, comme dans les dialectes sicules, par rapport à une seule dans le standard: láta « il/elle vit » (valeurs du passé simple), ettem vala « j’ai mangé » (valeur du passé composé), ettem vót « j’avais mangé » (valeur du plus-que-parfait) vs láttam, ettem ;
- une forme de passé spécifique à l’indicatif, 3e personne du singulier, conjugaison objective : ittand vs itta « il/elle le/la/les buvait », ettend vs ette « il/elle le/la/les mangeait ».

Quelques particularités syntaxiques :
| Phénomène                                      | Dialectes csangós du nord | Hongrois standard           | Traduction                             |
| ---------------------------------------------- | ------------------------- | --------------------------- | -------------------------------------- |
| omission du verbe « être »                     | Arra a kecke a heden.     | Arra van a kecske a hegyen. | La chèvre est par là, sur la colline.  |
| omission de l’article défini dans certains cas | Feredik a búza napba.     | Fürdik a búza a napban.     | Les blés se baignent dans le soleil.   |
| l’indicatif au lieu du conditionnel            | Mintha úszik búzába.      | Mintha úszna a búzában.     | Comme s’il/elle nageait dans les blés. |

Le lexique de Moldavie se caractérise par l’absence des mots entrés dans la langue hongroise à l’époque de « renouveau de la langue » (XIXe siècle), par la présence de beaucoup de mots formés sur le terrain des dialectes et par de nombreux emprunts au roumain. Ce lexique est difficilement compris par les autres locuteurs de hongrois, même s’ils connaissent le roumain, parce qu’il contient beaucoup d’archaïsmes hongrois en général, mais aussi des mots dialectaux spécifiques :
| Dialectes csángós | Hongrois standard | Traduction    |
| ----------------- | ----------------- | ------------- |
| cenk              | kutyakölyök       | chiot         |
| csán              | csinál            | il/elle fait  |
| csukmony          | tojás             | œuf           |
| filyesz           | nyúl              | lièvre        |
| hi͜év              | forró             | brûlant(e)    |
| szi͜érik           | fáj               | cela fait mal |
| szebessz          | savanyú           | aigre         |
| szültü            | furulya           | flûte         |

Le lexique de Moldavie, notamment celui des dialectes du nord, est le plus fortement influencé par le roumain, les mots empruntés appartenant aux domaines les plus divers : Exemples :
| Dialectes csángós | Roumain  | Hongrois standard | Traduction                      |
| ----------------- | -------- | ----------------- | ------------------------------- |
| bosztán           | bostan   | tök               | citrouille                      |
| dálta             | daltă    | véső              | ciseau                          |
| frikosz           | fricos   | félős             | peureux                         |
| kálendár          | calendar | naptár            | calendrier                      |
| kozonák           | cozonac  | kalács            | brioche                         |
| kozsok            | cojoc    | bunda             | pelisse                         |
| kumnáta           | cumnată  | sógornő           | belle-sœur (sœur de l’époux/se) |
| kurka             | curcă    | pulyka            | dinde                           |
| odáje             | odaie    | szoba             | chambre                         |
| sztomák           | stomac   | gyomor            | estomac                         |

Un autre trait lexical spécifique est l’abondance des suffixes diminutifs, certains propres aux dialectes de Moldavie. De plus, leur utilisation est fréquente, ces suffixes étant appliqués non seulement à des noms (de personnes, d’animaux et aussi d’objets), mais également à des adjectifs et adverbes. Exemples : lányikó vs lányka « fillette », botóka vs botocska « petit bâton », hosszukó (sans équivalent en hongrois standard ni en français) « long », könnyüd (sans équivalent en hongrois standard ni en français) « léger ». Le suffixe diminutif -ka/-ke est même devenu la marque du féminin pour les ethnonymes, alors qu’en hongrois standard on ajoute le mot signifiant « femme » ou « fille » pour l’exprimer : magyarka vs magyar nő « Hongroise ».

## Sources bibliographiques
- (hu) Antalné-Szabó, Ágnes et Raátz, Judit, Magyar nyelv és kommunikáció 10 [« Langue hongroise et communication 10 »], Nemzedékek Tudása Tankönyvkiadó, 2011,  (ISBN 9789631969580), p. 106-113, chapitre A nyelvjárások] (Les dialectes).
- (hu) B. Lőrinczy, Éva et Hosszú, Ferenc, (dir.), Új magyar tájszótár [« Nouveau dictionnaire dialectal hongrois »] (ÚMTsz), vol. I-V. Budapest, Akadémiai Kiadó, 1979-2010.
- (hu) Balázsi-Pál, Előd (redacteur) A székelyek szavai és kifejezései (SzSzK) [« Mots et expressions des Sicules »], dernière mise à jour le 31 mars 2008 (consulté le 2 février 2017).
- (en) Juhász, Dezső, The types and main characteristics of the Hungarian dialects of Moldavia, Peti, Lehel et Táncos, Vilmos (dir.) Language Use, Attitudes, Strategies. Linguistic Identity and Ethnicity in the Moldavian Csángó Villages [« Usage de la langue, attitudes, stratégies. Identité linguistique et ethnicité dans les villages csángós de Moldavie »], Cluj-Napoca, Editura Institutului pentru Studierea Problemelor Minorităților Naționale, 2012, p. 97-109,  (ISBN 978-606-8377-01-8) (consulté le 2 février 2017).
- (hu) Kiss, Jenő, Nyelvjárások, regionális nyelvváltozatok [« Dialectes, variétés linguistiques régionales »], Kiefer, Ferenc (dir.), Magyar nyelv (La langue hongroise), Budapest, Akadémiai Kiadó, 2006, p. 517-548.
- (hu) Kriza, János, Erdélyi tájszótár [« Dictionnaire dialectal transylvain »], Budapest, Révai, 1926 (consulté le 2 février 2017).
- (hu) Piro, Krisztina, A moldvai csángó nyelvjárásról [« Sur le dialecte csángó de Moldavie »] (consulté le 25 février 2023).